# Bisceglie
Bisceglie és un municipi italià, situat a la regió de la Pulla i a la província de Barletta-Andria-Trani. L'any 2006 tenia 53.736 habitants. Destaquen els seus dòlmens neolítics.